# Йо Чін Ку
Йо Чін Ку (кор. 여진구) — південнокорейський актор.

## Біографія
Йо Чін Ку народився 13 серпня 1997 року в столиці Південної Кореї місті Сеул. Чін Ку з дитинства мріяв стати актором та прохав батьків дозволити йому відвідувати акторські курси для дітей. Свою акторську кар'єру розпочав у 2005 році, коли йому було лише 8 років, отримав роль у фільмі «Сумний фільм». У наступні роки як дитина-актор, він здебільшого виконував ролі головних героїв серіалів у юному віці. Свою першу нагороду Чін Ку отримав у 2008 році, це була нагорода Кращий молодий актор отримана ним за ролі у всіх трьох серіалах, в яких він знімався того року. Проривною в його акторській кар'єрі стала роль юного короля у історичному серіалі «Місяць, що обіймає сонце» 2012 року, рейтинг серіалу перевищив 40 % у національному ефірі. У наступному році він отримав першу головну роль у фільмі-екшн «Хваї: Хлопець монстр», ця роль підвищила його популярність та принесла Чін Ку численні нагороди. Пізніше він отримав ще декілька головних ролей у телесеріалах.

## Фільмографія

### Телевізійні серіали
| Рік       | Назва                          | Роль                                                | Мережа |
| --------- | ------------------------------ | --------------------------------------------------- | ------ |
| 2006      | «Я хочу кохати»                | Пек Мін Хьон                                        | SBS    |
| 2006      | «Йон Гесомун»                  | юний Кім Хим Сун                                    | SBS    |
| 2006-2007 | «Королева гри»                 | юний Лі Сін Чон                                     | SBS    |
| 2008      | «Іль Чі Ме»                    | юний Лі Кьом                                        | SBS    |
| 2008      | «Тазза»                        | юний Кім Гон                                        | SBS    |
| 2008      | «Гурман»                       | Хоте                                                | SBS    |
| 2009      | «Чи можливо кохати когось?»    | Лі Буримчан                                         | SBS    |
| 2009      | «Ча Мьон Го»                   | юний Хо Дон                                         | SBS    |
| 2009      | «Проковтнути сонце»            | юний Кім Чан У                                      | SBS    |
| 2010      | «Авторитетна родина»           | юний Чхве Гук Сон                                   | KBS1   |
| 2010      | «Гігант»                       | юний Лі Кан Мо                                      | SBS    |
| 2011      | «Воїн Пек Дон Су»              | юний Пек Дон Су                                     | SBS    |
| 2011      | «Дерево з глибоким корінням»   | підліток Ддольбок                                   | SBS    |
| 2012      | «Місяць, що обіймає сонце»     | юний Лі Хвон                                        | MBC    |
| 2012      | «Сумую за тобою»               | юний Хан Чан Ву                                     | MBC    |
| 2013      | «Картопляна зірка 2013QR3»     | Хон Хе Сан / Но Чан Хьок                            | tvN    |
| 2015      | «Апельсиновий мармелад»        | Чон Че Мін                                          | KBS2   |
| 2016      | «Королівський гравець»         | король Йонгджо                                      | SBS    |
| 2017      | «Коло»                         | Кім Ву Джін                                         | tvN    |
| 2017      | «Возз'єднані світи»            | Сон Хе Сон                                          | SBS    |
| 2019      | «Вінценосний клоун»            | Ха Сон / Лі Хон                                     | tvN    |
| 2019      | «Абсолютний бойфренд»          | Йон Гу                                              | SBS    |
| 2019      | «Готель дель Луна»             | Ко Чхан Сон                                         | tvN    |
| 2020      | «Стартап»                      | Чан Йон Сіль (голос) / Хон Чі Сок (камео, 16 серія) | tvN    |
| 2021      | «По той бік зла»               | Хан Чу Вон                                          | JTBC   |
| 2022      | «Посилання: Їж, кохай, вбивай» | Ин Кьо Хун                                          | tvN    |

### Фільми
| Рік  | Назва                          | Роль                          |
| ---- | ------------------------------ | ----------------------------- |
| 2005 | «Сумний фільм»                 | Пак Хві Чхан                  |
| 2006 | «Са Ква»                       | хлопчик                       |
| 2006 | «Для грубих немає милосердя»   | юний вбивця                   |
| 2007 | «Танок дракона»                | юний Квон Те Сан              |
| 2008 | «Сантамарія»                   | Кан Да Сон                    |
| 2008 | «Антикварна пекарня»           | юний Кім Чін Хьок             |
| 2008 | «Крижана квітка»               | юний Хон Рім                  |
| 2013 | «Повітряні сили 3D» (анімація) | Ас (голос, корейський дубляж) |
| 2013 | «Хваї: Хлопець монстр»         | Хваї                          |
| 2014 | «Містер Перфект»               | Лі Бьон Чжу                   |
| 2014 | «Тазза: Прихована картка»      | учень Агі                     |
| 2015 | «Стріляй мені в серце»         | Лі Су Мьон                    |
| 2015 | «Довгий шлях додому»           | Кім Йон Кван                  |
| 2017 | «Воїни зорі»                   | Кванхе                        |
| 2017 | «1987: Коли настане день»      | Пак Чон Чхоль                 |
| 2022 | «Аджума»                       | спеціальна поява              |
| 2022 | «Так само»                     | Кім Йон                       |
| 2024 | Викрадення 1971                | Йон Де                        |

## Кліпи
- I Need You (K.Will[en], 2012 рік)
- Still in Love (Пек Чі Йон[en], 2014 рік)

## Нагороди
| Рік  | Нагорода                                      | Категорія                                                                            | Робота                                      | Результат | Прим.  |
| ---- | --------------------------------------------- | ------------------------------------------------------------------------------------ | ------------------------------------------- | --------- | ------ |
| 2008 | Премія SBS драма                              | Кращий юний актор                                                                    | «Іль Чі Ме» «Тазза» «Гурман»                | Перемога  |        |
| 2010 | 24-та Премія KBS драма                        | Кращий юний актор                                                                    | «Авторитетнеа родина»                       | Номінація |        |
| 2012 | 48-а Премія мистецтв Пексан                   | Кращий новий актор на телебаченні                                                    | «Місяць, що обіймає сонце»                  | Номінація |        |
| 2012 | 6-та Премія Mnet 20's Choice                  | 20's Upcoming 20's                                                                   | «Місяць, що обіймає сонце»                  | Перемога  | [ 1 ]  |
| 2012 | 4-й Фестиваль Pierson Movie                   | Краща дитина-актор                                                                   | «Місяць, що обіймає сонце»                  | Перемога  | [ 2 ]  |
| 2012 | 5-та Премія корейської драми                  | Кращий юний актор                                                                    | «Місяць, що обіймає сонце»                  | Номінація |        |
| 2012 | Премія MBC драма                              | Кращий юний актор                                                                    | «Місяць, що обіймає сонце» «Сумую за тобою» | Перемога  |        |
| 2012 | Премія MBC драма                              | Нагорода за популярність                                                             | «Місяць, що обіймає сонце»                  | Номінація |        |
| 2012 | Премія MBC драма                              | Краща пара (разом з Кім Ю Чон)                                                       | «Місяць, що обіймає сонце»                  | Номінація |        |
| 2012 | 5-та Премія Herald Donga TV Lifestyle         | Новачок — Ікона стилю                                                                |                                             | Перемога  | [ 3 ]  |
| 2013 | 5-й Фестиваль Pierson Movie                   | Краща дитина_актор                                                                   | «Місяць, що обіймає сонце»                  | Перемога  | [ 4 ]  |
| 2013 | 6-та Премія Ікона стилю                       | З дитини-актора до чоловіка                                                          |                                             | Перемога  | [ 5 ]  |
| 2013 | 28-а Корейська премія Best Dresser Swan       | Зростаюча зірка                                                                      |                                             | Перемога  | [ 6 ]  |
| 2013 | 21-а Корейська премія культури та розваг      | Кращий новий кіноактор                                                               | «Хваї: Хлопець монстр»                      | Перемога  | [ 7 ]  |
| 2013 | 33-я Премія корейської асоціації кінокритиків | Кращий новий актор                                                                   | «Хваї: Хлопець монстр»                      | Перемога  | [ 8 ]  |
| 2013 | 34-та Премія Блакитний дракон                 | Кращий новий актор                                                                   | «Хваї: Хлопець монстр»                      | Перемога  | [ 9 ]  |
| 2014 | 5-та Кінопремія KOFRA                         | Кращий новий актор                                                                   | «Хваї: Хлопець монстр»                      | Перемога  | [ 10 ] |
| 2014 | 50-та Премія мистецтв Пексан                  | Кращий новий кіноактор                                                               | «Хваї: Хлопець монстр»                      | Номінація |        |
| 2014 | 14-та Премія Director's Cut                   | Кращий новий актор                                                                   | «Хваї: Хлопець монстр»                      | Перемога  | [ 11 ] |
| 2014 | 23-я Кінопремія Буїль                         | Кращий новий актор                                                                   | «Хваї: Хлопець монстр»                      | Номінація |        |
| 2014 | 51-а Премія Великий дзвін                     | Кращий новий актор                                                                   | «Хваї: Хлопець монстр»                      | Номінація |        |
| 2014 | 6-й Фестиваль Pierson Movie                   | Нагорода Trend Choice                                                                |                                             | Перемога  | [ 12 ] |
| 2015 | 4-й Кінофестиваль Marie Claire                | Нагорода новачку                                                                     | «Стріляй мені в серце»                      | Перемога  | [ 13 ] |
| 2015 | 52-а Премія Великий дзвін                     | Кращий новий актор                                                                   | «Стріляй мені в серце»                      | Номінація |        |
| 2015 | 29-та Премія KBS драма                        | Кращий новий актор                                                                   | «Апельсиновий мармелад»                     | Перемога  | [ 14 ] |
| 2015 | 29-та Премія KBS драма                        | Нагорода за популярність                                                             | «Апельсиновий мармелад»                     | Номінація |        |
| 2015 | 29-та Премія KBS драма                        | Краща пара (разом з Кім Соль Хьон)                                                   | «Апельсиновий мармелад»                     | Номінація |        |
| 2016 | Премія SBS драма                              | Нагорода за високу майстерність (актор серіалу)                                      | «Королівський гравець»                      | Перемога  | [ 15 ] |
| 2016 | Премія SBS драма                              | Краща пара (разом з Чан Гин Соком)                                                   | «Королівський гравець»                      | Номінація |        |
| 2017 | Кінопремія tvN                                | Найбільш перспективний актор                                                         | «Хваї: Хлопець монстр»                      | Перемога  | [ 16 ] |
| 2017 | Премія SBS драма                              | Нагорода за високу майстерність (актори серіалів що транслюються у середу та четвер) | «Возз'єднані світи»                         | Номінація |        |